# Photo Finish
Photo Finish – dziewiąty solowy album Rory’ego Gallaghera z 1978 roku.

## Reedycja
W 1998 r. pojawiła się nowa, zremasterowana edycja płyty, zawierająca dwa dodatkowe utwory: „Early Warning” i „Juke Box Annie”.
Piosenka „The Mississippi Sheiks” jest hołdem dla Mississippi Sheiks, bluesowego zespołu z lat 30. XX wieku.

## Lista utworów
Wszystkie utwory autorstwa Gallaghera.
| 1. | Shin Kicker                  | 4:01  |
|    |                              |       |
| 2. | Brute Force & Ignorance      | 4:15  |
|    |                              |       |
| 3. | Cruise on Out                | 4:41  |
|    |                              |       |
| 4. | Cloak & Dagger               | 5:19  |
|    |                              |       |
| 5. | Overnight Bag                | 4:50  |
|    |                              |       |
| 6. | Shadow Play                  | 4:43  |
|    |                              |       |
| 7. | The Mississippi Sheiks       | 5:59  |
|    |                              |       |
| 8. | The Last of the Independents | 3:57  |
|    |                              |       |
| 9. | Fuel to the Fire             | 6:20  |
|    |                              |       |
|    |                              | 44:05 |
|    |                              |       |

## Wykonawcy
- Rory Gallagher – wokal, gitary, harmonijka ustna
- Gerry McAvoy – gitara basowa
- Ted McKenna – bębny, instrumenty perkusyjne